# Illice batialis
Illice batialis là một loài bướm đêm thuộc phân họ Arctiinae, họ Erebidae.